# Mailáth György (országbíró, 1786–1861)

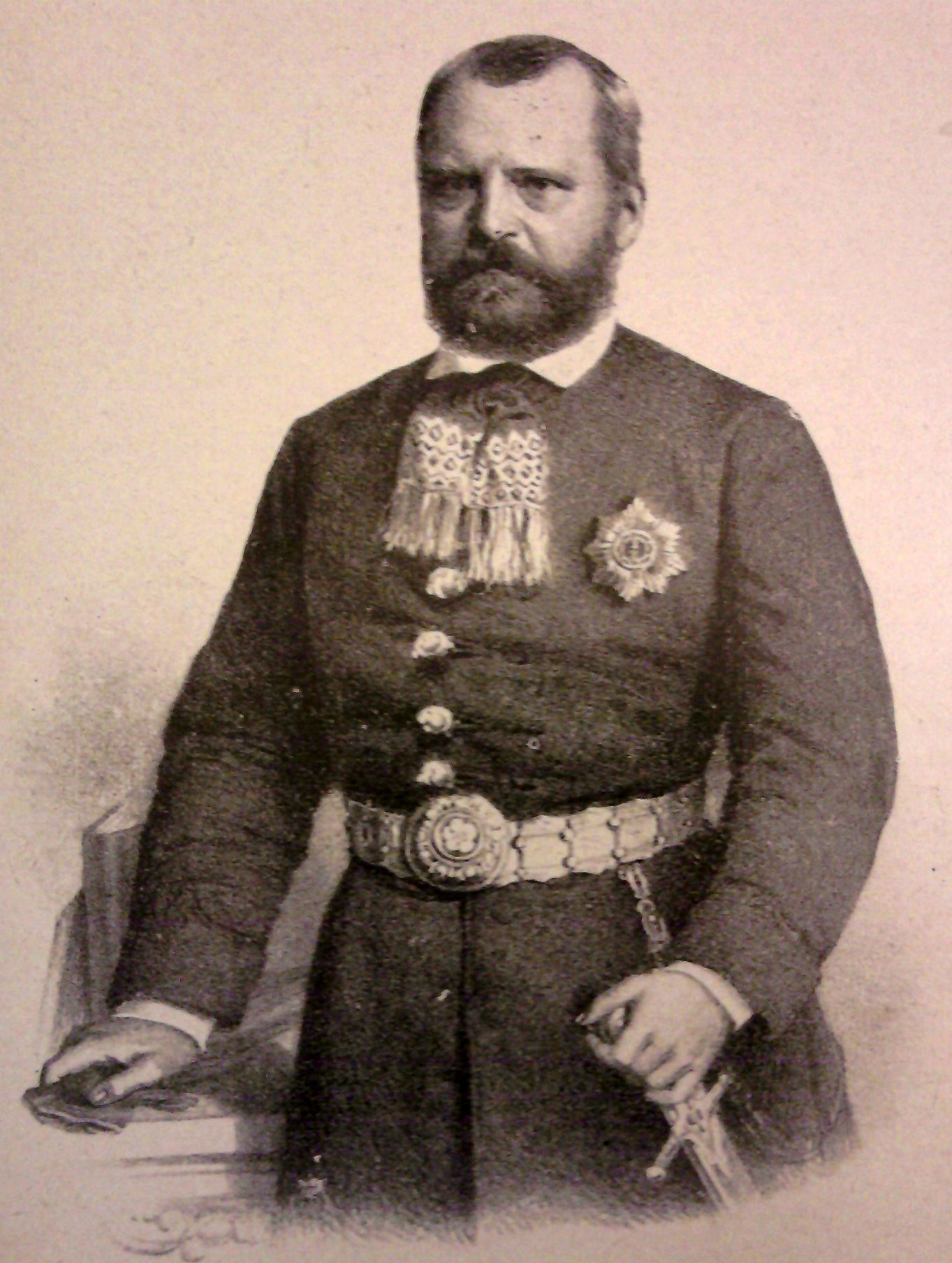
Mailáth György országbíró

Székhelyi Mailáth György (Zavar, 1786. április 22. – Bécs, 1861. április 11.) országbíró, a főrendiház elnöke, a Magyar Tudományos Akadémia igazgató tanácsának tagja.

## Élete
A székhelyi Mailáth család sarja. Apja, Idősebb Mailáth György (1752-1821), királyi személynök, a királyi ítélőtábla elnöke, anyja, hrabovai Hrabovszky Klára volt. Anyai nagyszülei hrabovai Hrabovszky Gáspár (1710-1791), Pozsony vármegye főispánja, és bodorfalvi Baranyay Julianna voltak. Középiskolai tanulmányait nagybátyjának, Mailáth Antal nagyprépostnak házánál és felügyelete alatt a győri gimnáziumban, a felsőket a pesti egyetemen (ahol 1803-ban bölcseleti hallgató volt) végezte. 1809-ben és 1810-ben mint al-, 1811-ben főjegyző s 1814-től mint Pozsony vármegye első alispánja hivataloskodott. Gróf Cziráky Antal királyi biztos mellett albiztosi minőségben Erdélybe küldték az ottani úrbéri viszonyok rendezésére. 1811-ben a Pozsony megyei rendek országgyűlési követté választották. 1821-ben helytartótanácsossá, 1822-ben ítélőmesterré nevezték ki, és nemsokára mint udvari tanácsos a magyar kancelláriánál alkalmazták. 1825. december 30-án királyi személynök, a karok és rendek elnöke lett, s az akkori viharos országgyűlésen nehéz hivatalát nagy államférfiúi bölcsességgel és tapintattal vezette.
Érdemei jutalmául a Szent István-rend középkeresztjét, a belső titkos tanácsosi méltóságot s 1828-tól Hont vármegye főispánságát nyerte el. 1825–1847 között a magyarországi dolgokra határozott befolyással volt. A Széchenyi István kezdeményezésére felállított Magyar Tudományos Akadémia ügyét lelkesedéssel karolta fel, lényeges részt vett szervezésében és alapszabályainak kidolgozásában, az első alapítók sorába lépett és megnyitása után (1831. november 17.) igazgatótanácsának tagja lett. 1831 novemberében államtanácsossá nevezték ki, s 1839. április 4-én országbírói méltóságra emelték, melyet 1848-ig viselt. Mint országbíró az 1840. évi országgyűlésen szerzett érdemei közt az úrbéri törvények javítására, a mezőrendőrségre, a váltójogra, kereskedelemre, a Duna s más folyamok szabályozására vonatkozó törvényeken kívül különösen kiemelendők az ezen országgyűlés végén, az előző országgyűlés befejezése után, a szabad szólás és izgatás miatt bebörtönözött ifjak (Lovassy, Tormásy, Kossuth és társaik) és más liberális párti követek és hazafiak részére kieszközlött amnesztia és a magyar nyelv iránt hozott törvényes határozatok következtében nyelvünk ügyének a sok nehézség dacára is végre megnyert teljes diadala, amelyek gróf Mailáth Antallal, az akkori főkancellárral közös fáradozásainak tulajdoníthatók.
1848-ban a felsőház elnöke volt, és részt vett ama bizottmányban, melyet az országgyűlés az év végén Windischgrätz herceghez a kiegyenlítés eszközlése végett küldött. Azután nyugalomba vonult és gazdálkodott.

## Házassága
Felesége, petőfalvi Uzovics Karolina (1793-1856), csillagkeresztes és palotahölgy volt, akinek a szülei petőfalvi Uzovics Lőrinc (1747-1804) és kvassói Kvassay Franciska (1762-1839) voltak. A házasságukból született:
- Mailáth György (1818–1883) országbíró

## Művei
- Assertiones ex universa philosophia, quas sub auspiciis … Franc. Xav. Fuchs … publice porpugnandas suscepit … in magno regiae scientiarum universitatis Pesthiensis palatio 1803. Posonii. (Ex praelectionibus Andreae Dugonits, Michaelis Aloysii Trenka, Stephani Szüts, Adami Tomtsáni).
- Beszéd, alispán hivatalától 1822. Böjtelő hava 25. Pozsonyban tartatott megyebeli közgyűlés alkalmával lett megválásakor, Pest
- Beszéde Hont vármegye főispáni székébe történt beiktatása alkalmával 1828. szept. 30. Pest (Beszédek …..)

Országgyűlési beszédei a Naplókban vannak, melyek közül egyet a Hazai s Külf. Tudósítások közölt (1827. II. 20. sz. Sermo dni Personalis praesentiae Regiae in Judiciis locumtenentis … quo comitia Regni Hungariae anno 1827. die 18. aug. conclusa sunt).